# Ferezei
Ferezei (o Perizziti) erano un popolo abitante nella Palestina menzionato nella Bibbia.